# Christine Goll
Pour les articles homonymes, voir Goll.
Christine Goll, née le 10 décembre 1956 à Zurich, est une personnalité politique suisse, membre du Parti socialiste suisse.

## Biographie
Journaliste de formation, elle est membre du Conseil national suisse de 1991 à 2011 d'abord sous les couleurs de Frauen Macht Politik! avant de rejoindre le parti socialiste dont elle est vice-présidente de la section cantonale zurichoise d'octobre 2000 à décembre 2003.